# Габчик, Йозеф
Йозеф Габчик (словац. Jozef Gabčík; 8 апреля 1912, Полувсье, Австро-Венгрия — 18 июня 1942, Прага, Протекторат Богемии и Моравии) — ротмистр Чехословацкой армии в годы Второй мировой войны, участник операции «Антропоид», в результате которой был устранён нацистский протектор Богемии и Моравии Рейнхард Гейдрих. Национальный герой Чехословакии. Этнический словак.

## Биография

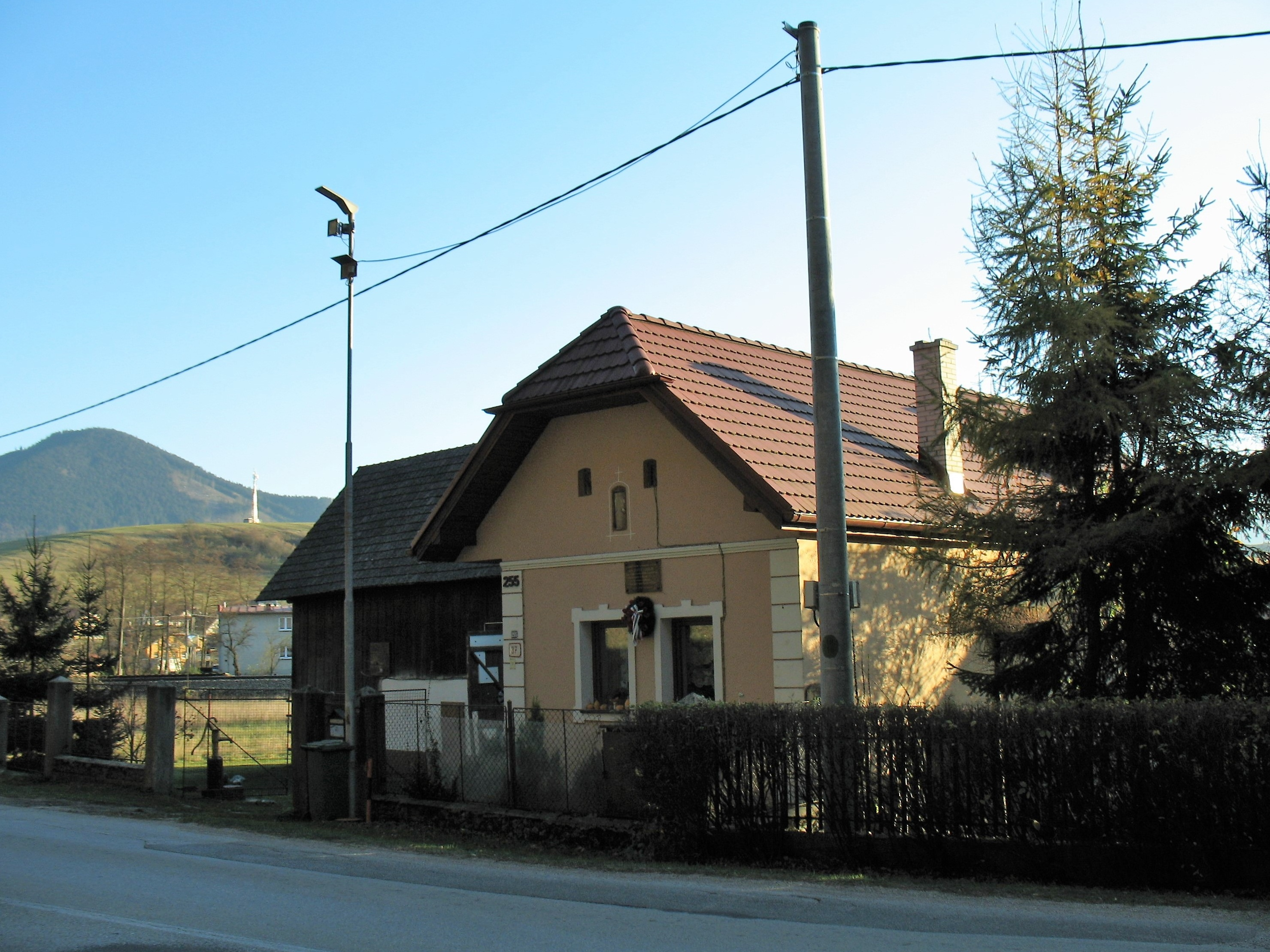
Родной дом Й. Габчика в Полувсье

Родился в словацкой части Австро-Венгерской империи, которая вошла в образованную в 1918 году Чехословакию. Его отец, Франтишек, был рабочим, ездившим на заработки в США и Аргентину, а мать, Мария (урождённая Баранкова) — домохозяйкой. У Йозефа было 2 брата и сестра.
После окончания школы в Раецке-Теплице жил в селе Костелец-над-Влтавой в Чехии, в семье местного кузнеца Й. Кунике, где до 1932 года обучался кузнецкому и слесарному делу. Согласно школьным записям 1927 года, учился также в двухлетнем торговом училище в соседнем селе Коваржов. 
1 октября 1932 года приступил к военной службе в 14-м пехотном полку в Кошице. Окончил подофицерскую школу в Прешове с очень хорошими результатами. Получил звание десятника (младшего сержанта), а после завершения срочной службы в 1934 году продолжил её по собственному желанию в качестве сверхсрочного подофицера, получил звание чатара (сержанта). В 1937 году завершил свой военный контракт и стал гражданским служащим на военном газодобывающем заводе в Жилине. После аварии, когда он подвергся вдыханию газа, его перевели на склад в Тренчине; работал до 1939 года.
При оккупации нацистами Чехословакии, перед захватом военных складов германской армией, Йозеф повредил контейнеры для перевозок. Ввиду угрозы ареста 4 июня 1939 года нелегально перешёл границу с Польшей, в г. Краков вступил в чехословацкое воинское формирование. Здесь он познакомился с Яном Кубишем.
Они вместе в июле 1939 года отплыли во Францию, где 2 августа были зачислены в Иностранный легион, в учебный 1-й пехотный полк в Сиди-бель-Аббесе (Алжир). Там их застало начало Второй мировой войны. 26 сентября 1939 года они присоединились к формирующейся в Агде Чехословацкой армии во Франции, Йозеф — в качестве заместителя командира пулемётного взвода 1-го пехотного полка. 29 декабря 1939 года он получил звание чатара (сержанта) Чехословацкой армии во Франции. Участвовал в боях за Францию.
После поражения французских войск 12 июля 1940 года эвакуировался в Великобританию, где вступил в Чехословацкие военные силы за границей, организованные президентом Чехословакии в изгнании Эдвардом Бенешем. Подал рапорт о переводе в ВВС, но он не был удовлетворён. Со 2 по 22 февраля 1941 года прошёл курсы ротмистров и получил звание ротмистра (в чехословацкой армии соответствовало званию старшины). В замке Колмонделей в графстве Чешир прошёл десантную подготовку.
Вместе с Я. Кубишем подал заявление в британское Управление специальных операций. Обоих отобрали для проведения операции «Антропоид», подготовленной 2-м отделом чехословацкой разведки под общим управлением Франтишека Моравеца, целью которой было уничтожение германского протектора Богемии и Моравии Рейнхарда Гейдриха. Тем самым они должны были призвать чехов к неповиновению нацистам.
В ночь с 28 на 29 декабря 1941 оба они были десантированны над Чехией. Сначала они провели диверсию в Пльзени, а затем 27 мая 1942 совершили покушение на Гейдриха. Покушение едва не сорвалось из-за отказа оружия Габчика, но Гейдрих был смертельно ранен взрывом гранаты Кубиша и умер от последствий ранения 4 июня.
После покушения вместе с другими борцами Сопротивления Габчик скрылся в крипте православной церкви св. Кирилла и Мефодия в Праге, пока они не были выданы Карелом Чурдой. 18 июня немцы окружили церковь и начали штурм, защитники оборонялись в течение нескольких часов. 7 чехословаков — Йозеф Габчик, Ярослав Шварц, Ян Хрубы, Йозеф Валчик, Адольф Опалка, Йозеф Бублик, Ян Кубиш — держались против нескольких сотен эсэсовцев, гестапо и полиции. Когда положение стало безнадёжным (немцы с помощью пожарных стали заливать водой подвал церкви, а боеприпасы заканчивались), все защитники церкви, кроме тяжелораненого Кубиша, покончили с собой. Кубиш, не приходя в сознание, умер от ран по пути в больницу.

## Память

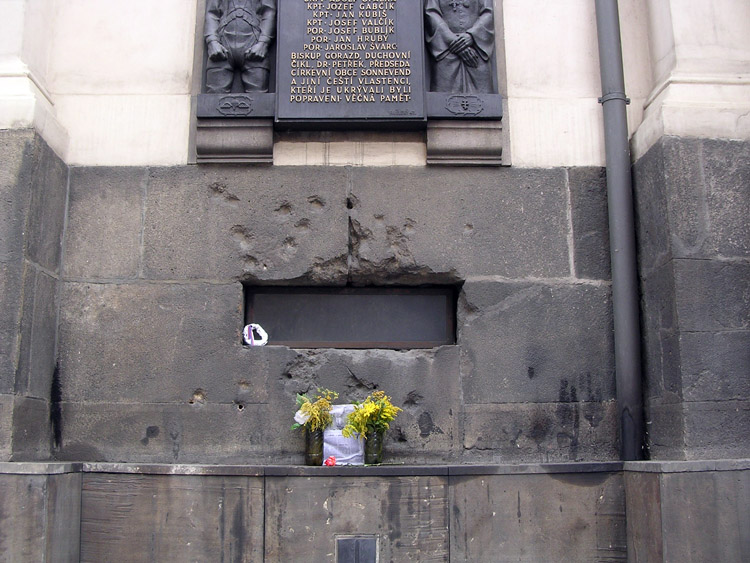
Изрешечённое пулями вентиляционное окно крипты церкви Кирилла и Мефодия в Праге, где погибли Йозеф Габчик и его товарищи

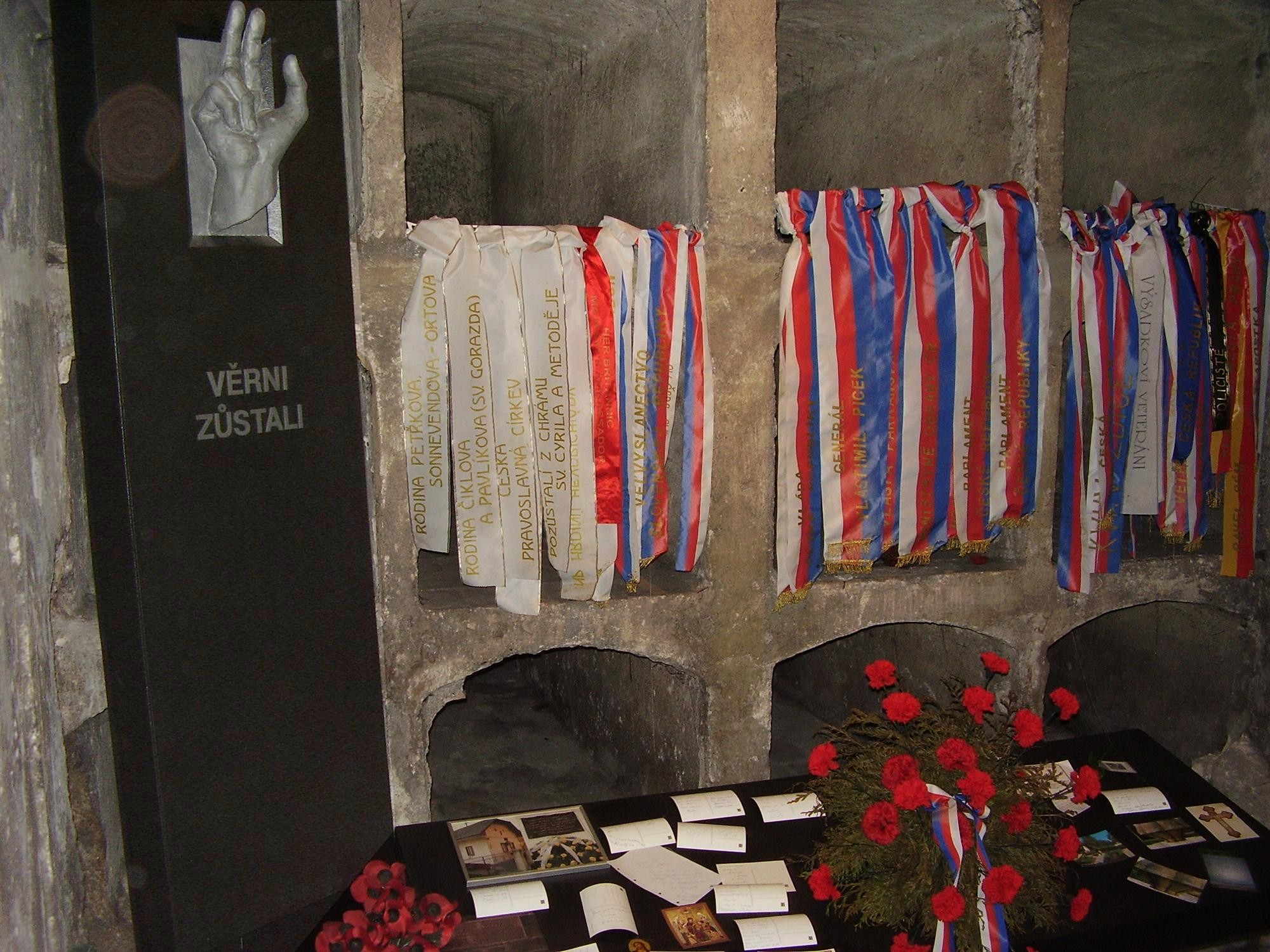
Памятник семи героям в крипте церкви с эпитафией: «Остались верны»

- После войны Йозеф Габчик, как и его соратники,  стал национальным героем Чехословакии.
- Именем Габчика назван город Габчиково в южной Словакии.
- Имя Габчика носит улица в Братиславе и улица в Праге недалеко от места покушения на Гейдриха.
- В 1992 году Чешская почта выпустила почтовую марку, посвященную операции «Антропоид», с портретами Йозефа Габчика и Яна Кубиша[1].
- 27 мая 2009 года в Праге  на месте покушения был торжественно открыт памятник участникам операции «Антропоид»[2].
- В 2010 году в крипте пражского православного собора Кирилла и Мефодия была обновлена открытая в 1995 году экспозиция, посвященная подвигу семи чехословацких парашютистов, среди которых был Йозеф Габчик[3].
- На основе событий покушения на Гейдриха было снято несколько художественных фильмов, в том числе «Антропоид» (2016, Великобритания, Чехия, Франция), в котором роль Йозефа Габчика исполнил ирландский актёр Киллиан Мёрфи.
- В фильме 2017 года «Мозг Гиммлера зовётся Гейдрихом» роль Габчика исполнил ирландский актёр Джек Рейнор.
- 26 мая 2017 года в связи с 75-летней годовщиной успешного завершения операции «Антропоид» президент Словакии Андрей Киска присвоил Йозефу Габчику воинское звание генерал-майора (посмертно). До повышения Габчик был в звании бригадного генерала. Свидетельство о повышении в звании от президента получила внучатая племянница Йозефа Габчика Катарина Томчикова[4].
- В мае 2017 года Чешская почта выпустила специальный коммеморативный марочный лист (блок) с купонами, посвященный операции «Антропоид». На нем изображены британский самолет «Хендли Пейдж Галифакс», из которого десантировались парашютисты, взорванный автомобиль Гейдриха, пистолет-пулемёт «STEN» Габчика, граната Кубиша, расстрелянные окна пражского собора Кирилла и Мефодия и символика уничтоженной фашистами деревни Лидице — роза и шипы. Автор марочного листа — художник Карел Земан, тираж — 45000[1].
- 24 мая 2017 года Чешский национальный банк ввёл в обращение памятную серебряную монету достоинством в 200 чешских крон (диаметр 31 мм, вес 13 г.). На аверсе монеты изображена часть повреждённого взрывом автомобиля Гейдриха с надписями «ČESKÁ REPUBLIKA» и «200 Kč». На реверсе монеты изображены изрешечённое пулями окно крипты церкви Кирилла и Мефодия и пожарные рукава, с помощью которых атакующие закачивали воду в подвал. В нижней части реверса находятся  надписи «OPERACE ANTHROPOID», «1942-2017» и инициалы дизайнера монеты Ирены Градецкой  — переплетённые буквы «I» и «H»[5].